# Certhiasomus
Certhiasomus  is een monotypisch geslacht van zangvogels uit de familie ovenvogels (Furnariidae).

## Taxonomie en systematiek
De vlekkeelmuisspecht werd eerder ingedeeld in genus Deconychura met noordelijke langstaartmuisspecht (Deconychura longicauda) maar ze blijken niet nauw verwant.

## Soorten
Het geslacht telt slechts een soort:
- Certhiasomus stictolaemus – Vlekkeelmuisspecht